# UEFA 네이션스리그 주제가
UEFA 네이션스리그 주제가는 UEFA 네이션스리그를 대표하는 곡이다.

## 역사
조르지오 투인포르트와 프랑크 반 데르 하이든이 작곡한 것으로 네덜란드 라디오 합창단과 힐러스에 본부를 둔 라디오 필하모닉 오케스트라의 도움으로 녹음했다. "The Nations League"부분을 제외하면 전부 라틴어이다.

## 가사
| 원문 | 언어 | 한국어 번역 |
| Solum audax Solum fortis Solum magnus The nations league Solum audax Solum fortis Solum magnus The nations league Cui manet fortuna? O, cui aeterna gloria? Sit optimo victoria! Dies luxit Omnes gentes! Iunctae gentes! Omnes gentes! Hanc in lucem Omnes gentes! Iunctae Nationes! Dies venit O, dies luxit Una! Certa! Praesta! Vince! Omnes gentes! Iunctae gentes! Omnes gentes! Hanc in lucem Omnes gentes! Fortes gentes! Una prodite Excellite Omnes gentes! Iunctae gentes! Omnes gentes! Hanc in lucem Omnes gentes! Fortes gentes! Una prodite Excellite Omnes gentes! Iunctae gentes! Omnes gentes! Consistite Omnes gentes! Iunctae Nationes! Dies venit O, dies luxit The Nations League | 바티칸 시국 · 영국 · 바티칸 시국 · 영국 · 바티칸 시국 · 바티칸 시국 · 바티칸 시국 · 바티칸 시국 · 바티칸 시국 · 바티칸 시국 · 영국 | 대담한 자만이 용기있는 자만이 위대한 자만이 하는 경기 네이션스리그 대담한 자만이 용기있는 자만이 위대한 자만이 하는 경기 네이션스리그 누가 행운을 가질까? 오, 누가 영원한 영광을 얻을까? 행운이 빌기를! 때가 왔다! 모든 선수들이여! 단결하라! 모든 선수들이여! 빛을 향해 가라! 모든 선수들이여! 국가대표로써 단결하라! 때가 왔다! 오, 새로운 날이여! 단결하라! 싸워라! 앞서라! 승리하라! 모든 선수들이여! 단결하라! 모든 선수들이여! 빛을 향해 가라! 모든 선수들이여! 강력한 선수들이여! 한 가지 목적을 탁월하라! 모든 선수들이여! 단결하라! 모든 선수들이여! 빛을 향해 가라! 모든 선수들이여! 강력한 선수들이여! 한 가지 목적을 탁월하라! 모든 선수들이여! 단결하라! 모든 선수들이여! 뭉쳐라! 모든 선수들이여! 국가대표로써 단결하라! 때가 왔다! 오, 새로운 날! 네이션스리그! |

## 같이 보기
- UEFA 네이션스리그